# Alaoui Mohamed Taher
Alaoui Mohamed Taher (geb. 15. Juli 1971) ist ein ehemaliger dschibutischer Judoka.
Taher trat neben Youssef Omar Isahak bei den Olympischen Sommerspielen 1992 in Barcelona an. Im Wettbewerb Leichtgewicht wurde er in der ersten Runde von dem israelischen Judoka Oren Smadja geschlagen und schied damit aus.